# Шандыбин, Василий Иванович
Васи́лий Ива́нович Шанды́бин (25 июля 1941, деревня Тёмное, Брянская область — 30 декабря 2009, Москва) — российский политик, депутат Госдумы от КПРФ 2-го и 3-го созывов, в советские годы был рабочим, имел специальность слесаря.

## Происхождение
Дед — Александр Александрович Шандыбин, будучи справедливым и принципиальным сельчанином, в дореволюционное время избирался старостой деревни Тёмное, насчитывавшей до четырёхсот домохозяйств.
Отец — Иван Александрович Шандыбин (27 мая 1903 — 29 июня 1944), работал колхозником, погиб на фронте, освобождая Белоруссию.
Мать — Анна Дмитриевна Шандыбина (10 ноября 1905—1972), колхозница.
Старший брат отца, Филипп Александрович Шандыбин (1888 — ?), был едва ли не единственным грамотным человеком в селе. Второй брат отца, Павел Александрович Шандыбин (1898 — ?), владел профессиями бондаря, плотника, столяра; проходя службу в Красной Армии, сделал пивную кружку для С. М. Будённого, который остался доволен подарком.
Дед по материнской линии Дмитрий Александрович Андреев и его старший сын Фёдор Дмитриевич Андреев (1895 — ?) — участники Первой мировой войны; Фёдор Дмитриевич вернулся с войны тяжело контуженным. Второй брат матери Иван Дмитриевич Андреев (1907 — 3 июля 1944) — коммунист, работал председателем колхоза; с первых дней Великой Отечественной войны ушёл добровольцем на фронт, командовал стрелковой ротой, погиб при освобождении Белоруссии.

## Биография
Василий Иванович Шандыбин родился 25 июля 1941 года в крупной пригородной деревне Тёмное (ныне Красное Трубчевского района Брянской области). Получил среднее общее и среднее специальное техническое образование. Трудовую жизнь начал на старейшем предприятии города Брянска — Брянском заводе дорожных машин («Дормаш»), которое позже было преобразовано в АО «Брянский арсенал». На заводе проработал в общей сложности 34 года. Работал слесарем-монтажником, слесарем специальных работ вплоть до 1995 года.
Шандыбин принимал активное участие в общественной жизни предприятия. За добросовестную, успешную и квалифицированную работу неоднократно награждался правительственными и ведомственными наградами.
В 1994 году избран депутатом областной Думы. В 1995 году избран депутатом Государственной Думы России второго созыва по Брянскому избирательному округу № 64. Работал в думском Комитете по труду и социальной политике на постоянной основе по рекомендации фракции КПРФ.
В 1999 году повторно избран депутатом Государственной Думы Федерального собрания Российской Федерации третьего созыва, победив Л. Б. Нарусову. Работал в Комитете по энергетике, транспорту и связи, затем — в Комитете по собственности. После окончания депутатских полномочий в 2004 году был назначен на должность консультанта ЦК КПРФ. Однако, позднее вышел из КПРФ. В 2007 году выдвинут кандидатом в Госдуму от АПР, войдя в первую тройку её федерального списка. Однако, партия не смогла преодолеть 7-процентный барьер. После этого работал завсектором рабочего и профсоюзного движения Аграрной партии России.
В 2005 году вышел первый и единственный фильм с его участием — «Дневной дозор», в котором Василий Иванович сыграл эпизодическую роль гостя на дне рождения (большую часть эпизодов с его участием вырезали).
Участвовал в телепроекте «Империя» вместе с Владимиром Жириновским и Жанной Фриске.
Планировал баллотироваться в 2010 году кандидатом на пост главы Селижаровского района Тверской области от партии «Справедливая Россия».
18 декабря 2009 года был помещен в ЦКБ, где ему была проведена операция по удалению полипов в желудке.
30 декабря 2009 года в 2 часа 30 минут скончался. Причиной смерти, по предварительной версии врачей, явился оторвавшийся тромб. Василия Шандыбина похоронили 3 января 2010 года на Митинском кладбище в Москве. Свои соболезнования семье покойного выразила Коммунистическая партия Российской Федерации, членом которой долгое время был Шандыбин.
По результатам социологических опросов многие жители Брянской области считали его самым известным и популярным земляком.

## Инциденты в Думе
- 31 марта 1999 года независимый депутат Сергей Юшенков в своем выступлении назвал коммуниста Владимира Семаго «политической проституткой», после чего последний выскочил к трибуне и попытался выдворить оттуда Юшенкова. На помощь Семаго поспешил Шандыбин. Драку пришлось разнимать спикеру Геннадию Селезнёву.
- 28 января 2000 года предложил отправить убирать снег депутатов, бойкотирующих заседания Думы.
- 7 февраля 2003 года независимый депутат Александр Федулов на выступлении раскритиковал думскую комиссию по этике, заявив, что она недостаточно принципиальна в оценке действий и заявлений лидера КПРФ Геннадия Зюганова, и при этом использовал нецензурную лексику[8], назвав Зюганова «политической проституткой»[источник не указан 501 день]. После этих слов Шандыбин полез в драку с Федуловым, несмотря на просьбы Геннадия Селезнёва, который предупреждал, что Шандыбин может «раздавить» Федулова[9]. Селезнёв заявил о намерениях лишить Федулова права голоса на время заседания 7 февраля: хотя за Федулова заступился вице-спикер Владимир Жириновский, палата 280 голосами «за» при двух «против» лишила Федулова права голоса[8].

## Личная жизнь
Был женат, остались сын, дочь и внук. Увлекался бильярдом. Зачастую называл себя «доктором рабочих наук».